# Bruno Duarte
Bruno Duarte Arjonas (São Paulo, 15 juli 1989) is een Braziliaanse profvoetballer. Hij is op meerdere posities inzetbaar, hoofdzakelijk in de verdediging maar ook op het middenveld.
Duarte, die in het bezit is van zowel een Braziliaans als een Portugees paspoort, kwam in 2013 over naar Europa. Een proefperiode bij de Nederlandse eerstedivisionist Sparta Rotterdam leverde hem geen contract op. Vervolgens belandde Duarte bij de Belgische derdeklasser Cappellen FC. Kort nadat de Braziliaan speelgerechtigd was verklaard, maakte hij er op 12 januari 2014 zijn competitiedebuut in de uitwedstrijd bij Charleroi Fleurus (4-1 verlies).
In de voorbereiding op het seizoen 2014-2015 is Duarte op zoek gegaan naar een nieuwe club. De verdediger was kort op proef bij VVV-Venlo, maar maakte tijdens een oefenwedstrijd weinig indruk en kreeg geen contract aangeboden.